# Grand Prix automobile de Grande-Bretagne 1983
Résultats du Grand Prix de Grande-Bretagne de Formule 1 1983 qui a eu lieu sur le circuit de Silverstone le 16 juillet 1983.

## Classement
| Pos. | No | Pilote             | Écurie            | Tours | Temps/Abandon                      | Grille | Points |
| ---- | -- | ------------------ | ----------------- | ----- | ---------------------------------- | ------ | ------ |
| 1    | 15 | Alain Prost        | Renault           | 67    | 1 h 24 min 39 s 780 (224,069 km/h) | 3      | 9      |
| 2    | 5  | Nelson Piquet      | Brabham-BMW       | 67    | + 19 s 161                         | 6      | 6      |
| 3    | 27 | Patrick Tambay     | Ferrari           | 67    | + 26 s 246                         | 2      | 4      |
| 4    | 12 | Nigel Mansell      | Lotus-Renault     | 67    | + 38 s 952                         | 18     | 3      |
| 5    | 28 | René Arnoux        | Ferrari           | 67    | + 58 s 874                         | 1      | 2      |
| 6    | 8  | Niki Lauda         | McLaren-Ford      | 66    | + 1 tour                           | 15     | 1      |
| 7    | 23 | Mauro Baldi        | Alfa Romeo        | 66    | + 1 tour                           | 11     |        |
| 8    | 22 | Andrea De Cesaris  | Alfa Romeo        | 66    | + 1 tour                           | 9      |        |
| 9    | 7  | John Watson        | McLaren-Ford      | 66    | + 1 tour                           | 24     |        |
| 10   | 25 | Jean-Pierre Jarier | Ligier-Ford       | 65    | + 2 tours                          | 25     |        |
| 11   | 1  | Keke Rosberg       | Williams-Ford     | 65    | + 2 tours                          | 13     |        |
| 12   | 2  | Jacques Laffite    | Williams-Ford     | 65    | + 2 tours                          | 20     |        |
| 13   | 3  | Michele Alboreto   | Tyrrell-Ford      | 65    | + 2 tours                          | 16     |        |
| 14   | 4  | Danny Sullivan     | Tyrrell-Ford      | 65    | + 2 tours                          | 23     |        |
| 15   | 30 | Thierry Boutsen    | Arrows-Ford       | 65    | + 2 tours                          | 17     |        |
| 16   | 33 | Roberto Guerrero   | Theodore-Ford     | 64    | + 3 tours                          | 21     |        |
| 17   | 29 | Marc Surer         | Arrows-Ford       | 64    | + 3 tours                          | 19     |        |
| Abd. | 9  | Manfred Winkelhock | ATS-BMW           | 49    | Surchauffe                         | 8      |        |
| Abd. | 26 | Raul Boesel        | Ligier-Ford       | 48    | Fuite d'huile                      | 22     |        |
| Abd. | 32 | Piercarlo Ghinzani | Osella-Alfa Romeo | 46    | Pression d'essence                 | 26     |        |
| Abd. | 35 | Derek Warwick      | Toleman-Hart      | 27    | Boîte de vitesses                  | 10     |        |
| Abd. | 6  | Riccardo Patrese   | Brabham-BMW       | 9     | Moteur                             | 5      |        |
| Abd. | 40 | Stefan Johansson   | Spirit-Honda      | 5     | Pompe à essence                    | 14     |        |
| Abd. | 16 | Eddie Cheever      | Renault           | 3     | Moteur                             | 7      |        |
| Abd. | 36 | Bruno Giacomelli   | Toleman-Hart      | 3     | Turbo                              | 12     |        |
| Abd. | 11 | Elio De Angelis    | Lotus-Renault     | 1     | Incendie                           | 4      |        |
| Nq.  | 34 | Johnny Cecotto     | Theodore-Ford     |       | Non qualifié                       |        |        |
| Nq.  | 31 | Corrado Fabi       | Osella-Alfa Romeo |       | Non qualifié                       |        |        |
| Nq.  | 17 | Kenny Acheson      | RAM-Ford          |       | Non qualifié                       |        |        |

## Pole position et record du tour
- Pole position : René Arnoux en 1 min 09 s 462 (vitesse moyenne : 244,571 km/h).
- Meilleur tour en course : Alain Prost en 1 min 14 s 212 au 32e tour (vitesse moyenne : 228,917 km/h).

## Tours en tête
- Patrick Tambay : 19 (1-19)
- Alain Prost : 43 (20-36 / 42-67)
- Nelson Piquet : 5 (37-41)

## À noter
- 8e victoire pour Alain Prost.
- 14e victoire pour Renault en tant que constructeur.
- 14e victoire pour Renault en tant que motoriste.
- 1er Grand Prix de l'écurie Spirit.